# 佐世保市立宇久中学校
佐世保市立宇久中学校（させぼしりつ うくちゅうがっこう、Sasebo City Uku Junior High School）は、長崎県佐世保市宇久町平にある公立中学校。

## 概要
歴史
1947年（昭和22年）に新制中学校として宇久小学校に併設される。2012年（平成24年）に創立65周年を迎えた。2007年（平成19年）より佐世保市立宇久小学校、佐世保市立神浦小学校（2016年（平成28年）4月に宇久小学校に統合）、長崎県立宇久高等学校と連携型小・中・高一貫教育を行っている。
学校教育目標
「心身ともに健全で、郷土の自然と文化を愛し、主体的に学習し、自らの判断で正しく行動できる生徒を育成する。」
校章
「う」の文字を9個並べて校名の「宇久（う9）を表し、中央に「中」の文字を置いている。
校歌
1953年（昭和28年）に制定。作詞は田原南幹、作曲は藤岡博夫による。歌詞は3番まであり、1番に校名の「宇久中」が登場する。
校区
「長崎県佐世保市宇久町全域」。小学校区は佐世保市立宇久小学校（宇久地区）。

## 沿革
宇久中学校
- 1947年（昭和22年）
  - 4月1日 - 学制改革（六・三制の実施）が行われる。
    - 平村宇久国民学校の初等科が改組され、「平村立宇久小学校」となる。野方分校を設置。
    - 平村宇久国民学校の高等科および青年学校の普通科が改組され、新制中学校「平村立宇久中学校」が発足。小学校校舎の一部と青年学校校舎を使用。

  - 5月2日 - 開校式を挙行。
- 1948年（昭和23年）11月30日 - 校舎一棟（5教室）が完成。
- 1949年（昭和24年）8月1日 - 平村が町制施行して平町となったことにより「平町立宇久中学校」に改称。
- 1953年（昭和28年）3月15日 - 校歌を制定。
- 1955年（昭和30年）4月1日 - 平町と神浦村が合併し宇久町が発足。これに伴い「宇久町立宇久中学校」に改称。
- 1961年（昭和36年）10月20日 - 校舎一棟（4教室）が完成。旧校舎を改造。
- 1964年（昭和39年）4月 - 生徒数が最大の543名（4学級）を記録する。
- 1966年（昭和41年）7月 - ブラスバンドを創設。新運動場が完成。
- 1972年（昭和47年）7月 - 体育館、給食センターが完成。
- 1978年（昭和53年）1月 - プレハブ校舎を設置。
- 1985年（昭和60年）3月 - 鉄筋コンクリート造校舎が完成。
- 1993年（平成5年）3月 - コンピュータ室が完成。
- 1998年（平成10年）4月 - 中高連携教育全体協議会が設置される。
- 1999年（平成11年）4月 - 宇久町立神浦中学校と合同で第1回駅伝・ロードレース（英語版）を開催。
- 2001年（平成13年）4月1日 - 宇久島内の長崎県立宇久高等学校との連携型中高一貫教育を開始。
- 2005年（平成17年）4月1日 - 宇久町立神浦中学校を統合。
- 2006年（平成18年）4月1日 - 宇久町の佐世保市編入に伴い、「佐世保市立宇久中学校」（現校名）に改称。長崎県より宇久地区小中高一貫教育研究の指定を受ける。
- 2007年（平成19年）4月1日 - 宇久地区連携型小中高一貫教育試行を開始。 2学期制を導入。
- 2008年（平成20年）4月1日 - 宇久地区連携型小中高一貫教育を本格的に開始。

旧・神浦中学校
- 1947年（昭和22年）
  - 4月1日 - 学制改革（六・三制の実施）が行われる。
    - 神浦村神浦国民学校の初等科が改組され、「神浦村立神浦小学校」が発足。
    - 神浦村神浦国民学校の高等科と青年学校の普通科が改組され、「神浦村立神浦中学校」が発足。

  - 5月1日 - 神浦小学校の校舎3教室を使用して授業を開始。
  - 9月1日 - 神田藤兵衛の寄付により1946年（昭和21年）から建設中の校舎[2]が完成し、中学校校舎として使用。
- 1951年（昭和26年）8月7日 - 校歌を制定。
- 1955年（昭和30年）4月1日 - 神浦村と平町の合併により宇久町が発足。これに伴い「宇久町立神浦中学校」に改称。
- 1958年（昭和33年）9月6日 - 神田藤兵衛頌徳碑を除幕。
- 1963年（昭和38年）
  - 4月1日 - 宇久町立寺島中学校を統合。寺島地区の中学生はスクールボート「みつしま丸」を利用して通学。校区の変更により、宇久町立飯良中学校の一部生徒が転入。
  - 6月14日 - 校舎一棟（6教室）が完成。
- 1965年（昭和40年）2月8日 - 西部給食センターが完成し、ミルク給食を開始。
- 1966年（昭和41年）4月1日 - 宇久町立飯良中学校を統合。平古原に新校舎を着工。
- 1967年（昭和42年）- 新校舎の一部が完成し、移転。移転後の旧校舎には1968年（昭和43年）に神浦小学校が移転して使用。
- 1969年（昭和44年）- 新校舎が完成。ブラスバンドを創設。
- 1972年（昭和47年）- 完全給食を完成。
- 1981年（昭和56年）4月1日 - 特殊学級を開設（1年間のみ）。
- 2000年（平成12年）4月1日 - 宇久地区中高一貫教育推進校となる。
- 2001年（平成13年）
  - 4月1日 - 宇久島内の長崎県立宇久高等学校との連携型中高一貫教育を開始。
  - この年 - 宇久町立神浦小学校と第1回合同運動会を実施。
- 2005年（平成17年）
  - 3月24日 - 閉校式を挙行。閉校記念碑を設置[3]。
  - 3月31日 - 宇久町立宇久中学校への統合により閉校。58年の歴史に幕を下ろす。
    - 最終所在地 - 長崎県北松浦郡宇久町神浦郷（現・佐世保市宇久町神浦）718番地（北緯33度15分51.7秒 東経129度6分29.1秒 / 北緯33.264361度 東経129.108083度）
    - 校章 - 「中」の文字を背景にして中央に「神」の文字を置いている。
    - 校歌 - 作詞は三宅保男、作曲は江口義雄による。

## 学校行事
2学期制をとる。

## アクセス
最寄りのバス停
- 宇久観光バス 「宇久小学校前」バス停

最寄りの国道・県道
- 長崎県道160号宇久島循環線

## 周辺
- 佐世保市役所宇久行政センター（旧・宇久町役場）
- 佐世保市立宇久小学校
- 長崎県立宇久高等学校
- エビスが丘中央公園
- 新上五島警察署平警察官駐在所
- 宇久平郵便局

## 関連事項
- 長崎県中学校一覧
  - 佐世保市中学校一覧